# Dos col·legues al rescat
Dos col·legues al rescat (títol original en noruec, Knutsen & Ludvigsen og den fæle Rasputin) és una pel·lícula d'animació noruega del 2015. John Brungot i Hermann Sabado interpreten les veus dels dos protagonistes en la versió original. El film està basat en el duo musical Knutsen & Ludvigsen. S'ha doblat al català.
La pel·lícula va guanyar la categoria de millor banda sonora als premis Kanon de 2015 per a Øystein Dolmen, Gustav Lorentzen i Kåre Vestrheim. Als mateixos premis, va ser nominada a la categoria de millor productor per Eric Vogel. Durant els premis Amanda 2016, la pel·lícula va ser nominada a la millor pel·lícula infantil, mentre que Dolmen, Lorentzen i Vestrheim van ser nominats a la categoria de millor banda sonora.
El segon film d'animació d'aquesta franquícia es va estrenar el 2020 i va dur el nom Dos col·legues i la gran bèstia.